# 佐藤直子 (女優)
佐藤 直子（さとう なおこ、1960年4月29日 - ）は、福島県出身の女優。身長157cm。東京学芸大学教育学部卒業。既婚。オフィススリーアイズ所属。

## 概要
大学卒業後、一般企業でプログラマー兼コンピューターインストラクターとして5年勤務していた。
1988年、演劇集団 円の演劇研究所に入所。
1991年、劇団員に昇格。
2008年、劇団を退所。
円在籍中より、青木豪主催のグリングや、岩松了作品に数多く出演していた。

## 出演

### テレビドラマ

#### NHK
- 白洲次郎（2009年） - 小川修一の母 役
- 小暮写眞館（2013年）
- おふこうさん（2014年） - 千倉香苗 役
- 64（ロクヨン）（2015年） - 日吉保子 役
- 未解決事件 (NHKスペシャル)（2018年） ‐ 小尻智博の母 役
- 捜査会議はリビングで!（2018年） - 田丸茂乃 役

#### 日本テレビ
- 火曜サスペンス劇場
  - 「わが町」（1992 - 1998年） - 黒土千晶 役
  - 「取調室16」（2002年） - 矢崎久美子 役

#### TBS
- 3年B組金八先生（2008年） - 佐藤弥生 役
- 名もなき毒（2013年） - 遠山美緒子 役
- ペテロの葬列（2014年） - 遠山美緒子 役
- コウノドリ（2015年） - 永井浩之の母 役
- 結婚式の前日に（2015年） - 桐山尚美 役
- アンナチュラル（2018年） ‐ 鈴木果歩の母 役
- 9ボーダー（2024年） - 芝田清美 役

#### フジテレビ
- 音の犯罪捜査官・響奈津子3（1999年） ‐ 長浜正子 役
- サマヨイザクラ（2009年） - 相羽夏江 役
- 救命病棟24時（2009年） - 工藤都 役
- コード・ブルー -ドクターヘリ緊急救命-（2010年） - 大森奈津 役
- パーフェクト・リポート（2010年） - 松田公子 役
- 絶対零度（2010年） - 野坂雅子 役
- カラマーゾフの兄弟（2013年） - 園田弘子 役
- 家族ゲーム（2013年） - 吉本多恵 役
- リーガル・ハイ（2013年） - 田向美絵 役
- Smoking Gun 民間科捜研調査員 流田縁（2014年） - 野宮礼子 役
- 御手洗潔シリーズ（2015年） - 下川雪恵 役
- アンフェア（2015年） - 箸本和音の母 役
- 世にも奇妙な物語
  - 「嘘が生まれた日」（2015年） - 市川幸恵の祖母 役
  - 「少年」（2018年） ‐ 田山啓輔の母 役

#### テレビ朝日
- 土曜ワイド劇場
  - 「新・女弁護士 朝吹里矢子」第3作『逆転の法廷!』（1996年） - 中学生・川田ミチの母 役[1]
  - 「新・赤かぶ検事奮戦記5」（1997年） - 香取和津代 役
  - 「遺品の声を聴く男1」（2009年） ‐ 鈴木満子 役
- 相棒（2012年） - 佐々木真理子 役
- 遺留捜査（2014年） - 三井早苗 役
- dele（2018年） ‐ 天利聡史の母 役

#### WOWOW
- CO 移植コーディネーター（2011年）

#### テレビ東京
- 牙狼-GARO- 〜MAKAISENKI〜（2011年） - ビッグママ 役
- にぶんのいち夫婦（2021年） - 雅恵 役

### 吹き替え
- アリー my Love
- ER緊急救命室
  - シーズンXI #1（シルビー〈アニー・ラルーサ〉）
  - シーズンXIII #6（ヘレン・パルシー〈シャノン・ホルト〉）

### 舞台
- 明後日「青空は後悔の証し」（2022年5月14日 - 29日 シアタートラム / 6月4日・5日 梅田芸術劇場 シアター・ドラマシティ）- 玉田 役[2]
- 帰れない男〜慰留と斡旋の攻防〜（2024年4月13日 - 5月6日、本多劇場）[3]
- カタブイ、2025（2025年11月2日 - 8日〈予定〉、ひめゆりピースホール / 11月28日 - 12月7日〈予定〉、紀伊國屋ホール）[4]
- エンドゲーム（2026年5月公演予定、新国立劇場 小劇場） - ネル 役[5]

### ラジオドラマ
- 青春アドベンチャー（NHK-FM）
  - 「バッテリー」（2000年4月17日 - 28日、NHK-FM）
  - 「リテイク・シックスティーン」（2013年8月26日 - 9月13日）[6]
  - 「昨日の海は」（2016年1月11日 - 22日）[7]
  - 「金魚姫」（2017年7月24日 - 8月4日）[8]
  - 「手をつないだままさくらんぼの館で」（2019年5月27日 - 6月7日）[9]
- FMシアター（NHK-FM）
  - 「茶筒のゆくえ」（2004年3月6日）[10]
  - 「百億光年の貝殻」（2006年8月26日）[11]
  - 「あの人の声が聞こえた」（2008年11月8日）[12]
  - 「となりの音女」（2010年4月24日）[13]
  - 「ヘブンズコール」（2012年5月19日）[14]
  - 「婚礼、葬礼、その他」（2014年1月25日）[15]
  - 「ミュージックセラピスト」（2015年5月23日）[16]
  - 「70歳の受験生」（2018年3月31日）[17]